# Gavisse
Gavisse là một xã trong vùng Grand Est, thuộc tỉnh Moselle, quận Thionville-Est, tổng Cattenom. Tọa độ địa lý của xã là 49° 25' vĩ độ bắc, 06° 17' kinh độ đông. Gavisse có điểm thấp nhất là 148 mét và điểm cao nhất là 180 mét. Xã có diện tích 4,15 km², dân số vào thời điểm 1999 là 507 người; mật độ dân số là 122 người/km². Xã nằm khoảng 12 km về phía đông bắc của Thionville, thuộc Pháp từ năm 1769.

## Thông tin nhân khẩu
| 1962 | 1968 | 1975 | 1982 | 1990 | 1999 |
| ---- | ---- | ---- | ---- | ---- | ---- |
| 199  | 218  | 247  | 318  | 467  | 507  |